# Fernand Sastre
 (mai 2019).
Si vous disposez d'ouvrages ou d'articles de référence ou si vous connaissez des sites web de qualité traitant du thème abordé ici, merci de compléter l'article en donnant les références utiles à sa vérifiabilité et en les liant à la section « Notes et références ».
Pour les articles homonymes, voir Sastre.
Fernand Sastre, pied noir né le 1er octobre 1923 à Kouba en Algérie française et mort le 13 juin 1998 à Paris 13e, est le président de la Fédération française de football de 1972 à 1984. Il devient par la suite coprésident du CFO, comité d'organisation de la Coupe du monde 1998. Il meurt au tout début du mondial ne voyant pas le succès final de l'équipe de France.

## Biographie
Pied noir, dirigeant du RC Kouba (Algérie) de 1946 à 1962, puis membre du comité directeur de la ligue d'Alger de 1955 à 1962, Fernand Joseph Sastre est ensuite membre de la ligue de Paris, membre de la commission du championnat de France amateur, secrétaire de la Coupe de France, puis secrétaire général de la Fédération française de football de 1969 à 1972. 
Avec Henri Patrelle, il réforme le football français en 1970 en cassant la séparation entre football amateur et football professionnel. Sous sa présidence, le nombre de licenciés passent de 800 000 à 1 700 000. Il est également membre du conseil du Paris Saint-Germain de 1970 à 1972. Il est inhumé au cimetière de la Pie de Saint-Maur-des-Fossés.
Son nom est donné au Centre technique national de Clairefontaine le 17 juillet 1998.